# Toni (futebolista espanhol)
Antonio Lechuga Mateos (Jerez de la Frontera, 15 de fevereiro, 1988) é um futebolista da Espanha.

## Títulos

### Xerez
- Vencedor de Segunda División : 2008/09